# 全椒路
全椒路，安徽省合肥市的一条南北向道路，得名自全椒县，起于站前路，止于裕溪路立交桥，其中与北一环路交口以南被并入一环路称东一环路。沿路有合肥晚报社、合肥市瑶海实验小学、合肥市蚌埠路第二小学、合肥市第三十八中学大通路校区、和平广场等。

## 轨道交通
- █ 2号线：三里街站